# Літературна вулиця (Харків)
Літерату́рна ву́лиця (до 1953 року ву́лиця Черво́них письме́нників, у 1953—1958 роках ву́лиця Письме́нників, у 1958—2016 роках ву́лиця Гала́на) — вулиця у Шевченківському районі Харкова, у районі Держпрома. Довжина 560 метрів. Починається від проспекту Незалежності і перетинається з вулицею Данилевського. Закінчується на перетині з вулицею Культури. Забудована переважно багатоповерховими будинками.

## Історія
З миті виникнення у 1920-х роках називалася вулицею Червоних письменників, у 1953 році перейменована на вулицю Письменників, у 1958 році названа на честь одіозного письменника, журналіста, громадського й політичного діяча Ярослава Галана, який займав антиклерикальну та прокомуністичну позицію. 2 лютого 2016 року відповідно Закону України «Про засудження комуністичного та націонал-соціалістичного (нацистського) тоталітарних режимів в Україні та заборону пропаганди їхньої символіки» вулиці надано назву Літературної. Вибір сучасної назви зумовлено тим, що неподалік на вулиці Культури у будинку «Слово» (№ 9), зведеному наприкінці 1920-х років, мешкали літератори, діячі мистецтва та культури кількох поколінь.